# 558

## Догађаји
- 7. мај – У Цариграду се урушила купола Аја Софије услед земљотреса. Цар Јустинијан I наређује да се купола обнови.
- Авари и Словени заузимају Угарску равницу на Балкану. Претња доминације Авара подстиче Лангобарде да мигрирају у Италију.
- 13. децембар – Краљ Хлотар I поново уједињује Франачко краљевство након што умире његов брат Чилдеберт I, постајући једини владар Франака.
- Конал Мак Комгејл постаје краљ Далријада, галског краљевства на западној обали Шкотске.
- Истами, владар западно-турског каганата, успоставља дипломатске односе са Византијским царством.
- 23. децембар – Манастир Сен Жермен де Пре посветио је Жермен, епископ Париза.
- Манастир Бангор основао је ирски монах Комгал у Северној Ирској.
- Путовање историчара Евагрија у Сирију.

## Смрти
- Свети Јован Ћутљиви